# Doom (spilserie)
 For alternative betydninger, se Doom. (Se også artikler, som begynder med Doom)
Doom er en serie af førstepersons skydespil, der primært er udviklet af id Software og udgivet fra 1993.

## Spil
| Titel                  | Udgivelsesår |
| ---------------------- | ------------ |
| Doom                   | 1993         |
| Doom II: Hell on Earth | 1994         |
| Doom 64                | 1997         |
| Doom 3                 | 2004         |
| Doom                   | 2016         |
| Doom Eternal           | 2020         |

| computerspil | Spire Denne computerspilsrelaterede artikel er en spire som bør udbygges. Du er velkommen til at hjælpe Wikipedia ved at udvide den. |